# Podorungia
Podorungia, biljni rod iz porodice primogovki smješten u tribus Barlerieae, dio potporodice Acanthoideae. Sastoji se od pet vrsta, sve su madagaskarski endemi. Opisan je u Histoire des Plantes 10: 443. 1891.
Posljednja vrsta otkrivena je 2016. godine, to je Podorungia gesnerioides, jedina u svome rodu s otvorenim dihazijalnim cvatom, i ocijenjena je kao globalno "ugrožena" prema kategorijama i kriterijima IUCN-a, zbog prijetnji njenom nizinskom šumskom staništu.

## Vrste
1. Podorungia clandestina (Stapf) Benoist
2. Podorungia gesnerioides Onjalal. & I.Darbysh.
3. Podorungia humblotii Benoist
4. Podorungia lantzei Baill.; tip.
5. Podorungia serotina (Benoist) Benoist

## Sinonimi
- Warpuria Stapf; Bull. Misc. Inform. Kew 1908: 260 (1908)